# Z.Vex Effects
La Z.Vex Effects è un'azienda statunitense con sede a Minneapolis che produce amplificatori ed effetti per chitarra.
Il nome dell'azienda deriva da quello del fondatore, Zachary Vex.
Tutti i pedali sono assemblati e verniciati a mano nella fabbrica Z.Vex nel Minnesota.
Da alcuni anni è stata introdotta la serie meno costosa Vexter, parzialmente assemblata in Taiwan e non verniciata a mano.
Il pedale più famoso prodotto dall'azienda è il Fuzz Factory, utilizzato in ambito professionale da musicisti del calibro di Matthew Bellamy, Buckethead, John Frusciante, J Mascis ecc.
Alcuni effetti a pedale della Z.Vex Effects hanno la peculiarità di utilizzare un theremin per il controllo dei suoni.